# Laneuville-à-Rémy
Laneuville-à-Rémy és un municipi francès situat al departament de l'Alt Marne i a la regió del Gran Est. L'any 2010 tenia 64 habitants. Fins a gener de 2012 era unit al municipi de Robert-Magny formant el municipi de Robert-Magny-Laneuville-à-Rémy.